# Wang Zhengjun
Wang Zhengjun (71 v.Chr. – 3 februari 13 na Chr.) was van 48-33 keizerin van China. Zij stond, samen met haar broer Wang Feng, aan de basis van de politieke invloed die de familie Wang tot 23 na Chr. in China heeft uitgeoefend. Twee factoren hebben daarbij een grote rol gespeeld. Allereerst kon zij, als moeder van keizer Cheng (regeerde 33-7 v.Chr.), de machtspositie van haar familie vestigen. Verder bereikte zij een uitzonderlijke hoge leeftijd en daardoor een zeer gerespecteerde positie. Zo kon zij na de dood van keizer Ai in 1 v.Chr. door direct ingrijpen de onder die keizer verloren gegane invloed van haar familie herstellen. Onder het nominale gezag van keizer Ping werd hun macht verder uitgebouwd en bereikte een hoogtepunt toen haar neef Wang Mang zich in 9 na Chr. uitriep tot keizer van de door hem gevestigde Xin-dynastie. Tot dat moment vaardigde Wang Zhengjun als Verheven keizerin-weduwe (Taihuang Taihou, 太皇太后) formeel de keizerlijke edicten uit. Wang Mang had haar volledig weten te isoleren van onafhankelijke raadgevers, zodat hij de feitelijke macht uitoefende. Na de troonsbestijging van Wang Mang verloor zij haar rang van Verheven keizerin-weduwe. Zij bleef tot haar dood in 13 na Chr. vasthouden aan de Han-kalender en de (rode) hofkleding van de Han-dynastie.

## Als concubine van de kroonprins
Wang Zhengjun werd rond 71 v.Chr. geboren en was de tweede dochter van Wang Jin. Haar moeder kwam uit de familie Li (李) en was afkomstig uit Weijun. Zij schonk Wang Jin, voordat hij zich van haar liet scheiden, nog minstens twee andere kinderen. Dat waren Wang Feng, de oudste en Wang Chong, de vierde zoon van Wang Jin.
Wang Zhengjun kreeg onderwijs in de kunst van het schrijven en in muziek. Plannen om haar uit te huwelijken mislukten in eerste instantie, omdat aan haar toegewezen echtgenoten voortijdig overleden. Een van hen was vermoedelijk de prins van Pinggan. Rond 54 werd zij opgenomen in de harem van keizer Xuan (regeerde 74-49). Hij plaatste haar, samen met een aantal andere meisjes, in de harem van zijn zoon, kroonprins Liu Shi. Zij moesten hem helpen over het verlies van zijn geliefde concubine Sima Liangdi heen te komen. Wang Zhengjun was de eerste concubine die van de kroonprins in verwachting raakte. In 51 kreeg zij een zoon, Liu Ao, de latere keizer Cheng. Toen Liu Shi in 49 zijn vader opvolgde als keizer Yuan, werd Liu Ao benoemd tot kroonprins. Wang Zhengjun verkreeg eerst de titel Jieyu (婕妤) en werd vervolgens op 12 april 48, als moeder van de troonopvolger, geïnstalleerd als keizerin (皇后, huanghou).

## Als keizerin, vestiging van de macht door de Wang-clan
Direct nadat Wang Zhengjun keizerin was geworden, werd haar vader Wang Jin benoemd tot markies van Yangping (Yangping hou) en werd verantwoordelijk gemaakt voor de veiligheid in het keizerlijk paleis. Ook Wang Hong, een oom van de keizerin, kreeg een hoog ambt aangeboden. Hij werd toezichthouder over de garde van het Changle paleis (Changle Weiwei, 長樂衛尉). De vader van de keizerin werd na zijn dood in 42 als markies van Yangping opgevolgd door zijn oudste zoon Wang Feng, een volle broer van Wang Zhengjun.
Hoewel Wang Zhengjun keizerin bleef, kwam keizer Yuan steeds meer onder invloed van Fu Zhaoyi, een van zijn concubines. Hun zoon, Liu Kang, werd na 38 de favoriete zoon van de keizer. Beiden hadden grote belangstelling voor muziek en Liu Kang bracht steeds meer tijd door met de keizer. Die was teleurgesteld geraakt in kroonprins Liu Ao vanwege zijn overgave aan wijn en vrouwen en wilde hem vervangen door Liu Kang. Dit voornemen ondervond uiteraard verzet van leden van de familie Wang die het plan uiteindelijk wisten te verhinderen door inschakeling van Shi Dan, een vertouweling van keizer Yuan. De zoon van keizerin Wang Zhengjun bleef kroonprins.

## Als keizerin-weduwe, uitbouw van de macht door de Wang-clan

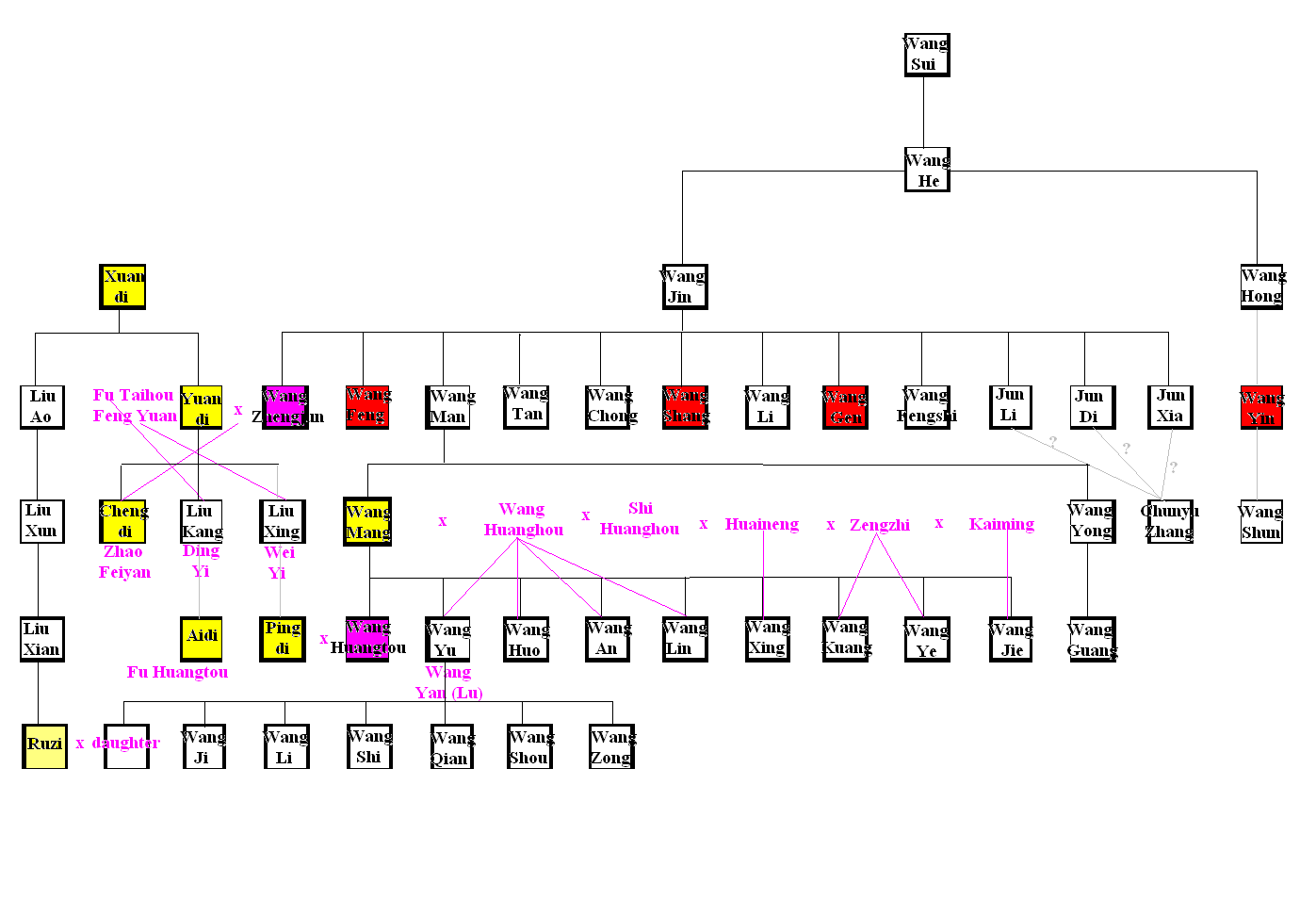
Stamboom van de familie Wang en hun verbindingen met de familie Liu (Han-dynastie). Keizers zijn geel weergegeven, keizerinnen en concubines paars en opperbevelhebbers (Da Sima) rood.

Keizer Yuan stierf op 8 juli 33. Kroonprins Liu Ao werd op 4 augustus 33 geïnstalleerd als zijn opvolger. Hij staat bekend als keizer Cheng. Wang Zhengjun kreeg als moeder van de nieuwe keizer de titel 'keizerin-weduwe' (Huang Taihou, 皇太后). Dit vormde een bevestiging van de invloedrijke positie die zij vanaf dat moment had. Tijdens de regering van haar zoon wist zij een groot aantal familieleden en vertrouwelingen op belangrijke posities geplaatst te krijgen. De macht van de familie Wang nam hierdoor aanzienlijk toe. Dit gold allereerst voor haar oudere broer, Wang Feng. Hij werd benoemd tot opperbevelhebber (Da Sima, 大司馬) en bevelhebber van het leger (Da Jiangjun, 大將軍). Tevens werd hij verantwoordelijk voor het keizerlijk secretariaat (shangshu, 尚書). Zijn positie was hierdoor vergelijkbaar met die van regent. Wang Feng wist zijn macht nog te vergroten door uitschakeling van (vermeende) concurrenten en werd uiteindelijk de feitelijk machtigste functionaris in het keizerrijk. Wang Chong, jongere (volle) broer van de keizerin-weduwe, werd in 32 benoemd tot markies van Ancheng (Ancheng hou, 安成侯). Zijn postuum geboren zoon Wang Fengshi (王奉世, 30 of 28 v.Chr. – 9 na Chr.) viel onder haar bijzondere zorg. Vijf halfbroers van de keizerin, Wang Tan, Wang Shang, Wang Li, Wang Gen en Wang Fengshi werden in 32 in de adelstand verheven en ontvingen in 27 ieder de titel markies (hou, 侯), met de daarbij horende leengoederen en de daaruit afkomstige belastingopbrengsten.
Wang Feng werd na zijn dood in 22 als Da Sima opgevolgd door zijn neef Wang Yin (22-15) en vervolgens door zijn halbroers Wang Shang (15-12) en Wang Gen (12-7). Ook had Wang Feng op zijn sterfbed bepaald, dat zijn neef Wang Mang onder de zorg van de keizerin-weduwe zou komen. Voor hem betekende dit het begin van zijn politieke carrière. Op 12 juni 16 werd de vader van Wang Mang, Wang Man, postuum tot markies van Xindu (Xindu hou, 新都侯) benoemd. De titel en de daarbij horende leengoederen en inkomsten gingen onmiddellijk over op Wang Mang. Op 8 november 8 volgde hij Wang Gen op als Da Sima.
Op dat moment bevonden zich aan het hof vertegenwoordigers van vijf belangrijke families. Dat waren behalve de keizerlijke familie (Liu) en die van Wang Zhengjun, de families van Zhao Zhaoyi, vrouw van Chengdi en die van Fu Taihou en van Feng Zhaoyi, twee concubines van Yuandi. Keizer Cheng had geen directe nakomelingen. Er waren twee kandidaten voor de opvolging, Liu Xing, zoon van Yuandi en Feng Zhaoyi en Liu Xin, kleinzoon van Yuandi en Fu Taihou. In 8 v.Chr. werd Liu Xin door Chengdi aangewezen als zijn opvolger. Fu Taihou speelde bij die keuze een doorslaggevende rol. Zij had daarbij steun gekregen van de families Zhao en Wang. De steun van Wang Gen, op dat moment Da Sima, was mogelijk het resultaat van omkoping.

## Als verheven keizerin-weduwe

### Verlies van invloed
Keizer Cheng overleed op 17 april 7 v.Chr. Op 7 mei werd de troonopvolger geïnstalleerd. Hij staat bekend als keizer Ai. Wang Zhengjun ontving de titel 'Verheven keizerin-weduwe' (Taihuang Taihou, 太皇太后) en was op dat moment, naast de nieuwe keizer, de belangrijkste persoon aan het hof. Ze had het recht haar eigen decreten uit te vaardigen. Zij bepaalde dat de keizer slechts om de tien dagen mocht worden bezocht door Fu Taihou, zijn grootmoeder en Ding Yi, zijn moeder. De positie van Wang Mang als Da Sima werd in eerste instantie bevestigd.
Keizer Ai was niet direct verwant met de familie Wang en had dan ook geen reden hen blijvend te bevoordelen. In 7 wist Fu Taihou haar achternicht Fu Huanghou benoemd te krijgen tot keizerin. De leidende positie van de familie Wang werd hierop overgenomen door de families Fu en Ding. Op 27 augustus 7 moest Wang Mang aftreden als opperbevelhebber. Twee jaar later moest hij zich terugtrekken op zijn leengoed Xindu. Hij kon pas in 2 v.Chr. terugkeren. Ook Wang Gen werd gedwongen de hoofdstad te verlaten, zijn neef Wang Kuang, zoon van Wang Shang, verloor zijn privileges. Daarentegen werden Fu Xi, neef van Fu Taihou, in 6 en Ding Ming, oom van Aidi, in 5 benoemd tot opperbevelhebber (Da Sima). Om het verschil in rang met Wang Zhengjun te verkleinen ontving de grootmoeder van de keizer varianten op de titel Taihuang Taihou (太皇太后, 'Verheven keizerin-weduwe') van Wang Zhengjun. In 5 kreeg zij de titel Di Tai Taihou (帝太太后) en in 3 de titel Huang Tai Taihou (皇太太后). Zij overleed in 2 v.Chr. Ding Yi, moeder van de keizer, kreeg in 5 v.Chr., net voor haar dood, de titel Di Taihou (帝太后).
Na de dood van zijn moeder en grootmoeder kwam de keizer Ai onder invloed van Dong Xian, waarmee hij vermoedelijk een homoseksuele relatie had. Hij overlaadde hem met gunsten en giften. In 1 v.Chr. werd Dong Xian, op 22-jarige leeftijd, benoemd tot Da Sima en werd hij houder van het keizerlijk zegel. Keizer Ai liet weten hem tot zijn opvolger te willen benoemen. Dit voornemen werd bekritiseerd, onder meer door Wang Hong, zoon van Wang Tan en naast Wang Zhengjun, een van de weinige leden van de familie Wang die op dat moment nog een hoge positie aan het hof bezat.

### Herstel van machtspositie
Keizer Ai stierf op 15 augustus 1 v.Chr. zonder nakomelingen. Door onmiddellijk in te grijpen wist Wang Zhengjun de machtspositie van haar familie te herstellen. Via Wang Hong bemachtigde zij het keizerlijke zegel. Op 17 augustus ontsloeg zij Dong Xian en benoemde Wang Mang opnieuw tot Da Sima. Dong Xian pleegde een dag later zelfmoord. Leden van de familie Fu en Ding en de verwanten van Zhao Feiyan, gemalin van Chengdi, werden uit de hoofdstad verbannen. Fu Huanghou, gemalin van Aidi, werd later, net als Zhao Feiyan, gedwongen tot zelfmoord. Als wraak werden de graven van Fu Taihou en Ding Yi (grootmoeder en moeder van de overleden keizer) geschonden en de stoffelijke resten ontdaan van hun jaden lijkwaden.
Wang Zhengjun haalde vervolgens Liu Kan, de achtjarige kleinzoon en de laatste nog levende directe afstammeling van keizer Yuan naar de hoofdstad. Hij werd op 17 oktober van het jaar 1 (v.Chr.) geïnstalleerd als keizer en staat bekend onder zijn postume naam keizer Ping. Om te verhinderen dat Wei Yi, de moeder van de nieuwe keizer, of haar familieleden de positie van de familie Wang konden verzwakken, werd het hun verboden zich in de hoofdstad te vestigen of contacten met de nieuwe keizer te onderhouden. Wang Mang werd benoemd tot regent, maar door hem genomen besluiten werden pas formeel rechtsgeldig nadat Wang Zhengjun ze had ondertekend. 
Om zijn invloed op de 'Verheven keizerin-weduwe' te vergroten maakte Wang Mang het haar steeds moeilijker advies in te winnen bij anderen dan bij hemzelf. Zo was de vriendschappelijke band tussen haar en haar neef (tantezegger) Wang Hong zeer tegen zijn zin. Wang Hong werd weggestuurd uit de hoofdstad door hem te benoemen tot gouverneur (Taishou, 太守) van Dongjun. Haar enige nog levende (half)broer, Wang Li werd beschuldigd van omkoping en verbannen naar zijn leengoed Hongyang, waar hij In 3 of 4 na Chr. zelfmoord pleegde. Ook Wang Ren, een neef van Wang Mang, had als naaste verwant makkelijk toegang tot de keizerin-weduwe. Wang Mang dwong hem daarom terug te keren naar zijn leengoed Ping'a. In 3 na Chr. werd hij beschuldigd van betrokkenheid bij het conflict tussen Wang Mang en zijn oudste zoon Wang Yu, waarop Wang Ren zelfmoord pleegde.
Nadat Wang Mang in 1 na Chr. de titel Anhan Gong, (安漢公, 'hertog die rust geeft aan de Han') had ontvangen, gaf Wang Zhengjun per decreet aan dat Wang Mang vanaf dat moment totale verantwoordelijkheid voor alle regeringsbesluiten had gekregen (met uitzondering van het verlenen van adellijke titels).